# Referéndum constitucional de Guinea de 2025
Está previsto que se celebre en Guinea un referéndum constitucional el 21 de septiembre de 2025 que establecería una nueva constitución que sustituiría a la aprobada en 2020 y marcaría el primer paso hacia un gobierno civil.

## Antecedentes
El 5 de septiembre de 2021, el presidente de Guinea, Alpha Condé, fue arrestado por las fuerzas armadas del país en un golpe de estado tras un tiroteo en la capital, Conakry. El comandante de las fuerzas especiales Mamady Doumbouya emitió un mensaje en la televisión estatal anunciando la disolución de la constitución y el parlamento. El 1 de octubre de 2021, Doumbouya asumió el cargo de presidente interino.
Doumbouya, inicialmente fijó el 31 de diciembre de 2024 como fecha límite para iniciar una transición democrática. Pero no cumplió con el plazo, lo que provocó protestas y críticas por parte de activistas y la oposición. Bajo presión, prometió en su mensaje de Año Nuevo que se firmaría un decreto para el referéndum constitucional. Las autoridades agregaron además que todas las elecciones se celebrarán este año, sin comprometerse con una fecha específica. El referéndum será seguido por observadores internacionales, que han instado a Doumbouya a cumplir sus compromisos y restablecer el gobierno democrático.